# Ney Roz
Rodney Roz, mais conhecido como Ney Roz ou Ney (Sorocaba, 11 de novembro de 1953), é um ex-futebolista brasileiro que atuava como zagueiro.

## Carreira
Iniciou no futebol no Cruzeiro da Vila Hortênsia. bairro onde nasceu. Despontou no EC São Bento, onde surgiu em 1971 como apoiador e em 1973 estreou na equipe titular, na lateral-direita, migrando para a zaga no ano seguinte.
Se transferiu para o Santos, onde ficou entre 1975 e 1976.
Defendeu ainda o Botafogo de Ribeirão Preto entre 1977 a 1979, sendo eleito neste último o melhor zagueiro do interior.
Nei também teve grande passagem pelo São Paulo FC, onde chegou em 1980, estreando em 26 de janeiro. Pelo Tricolor, foi bicampeão do Campeonato Paulista e vice-campeão do Campeonato Brasileiro em 1981, tornando-se capitão do time em algumas ocasiões. Até 1981, atuou com a camisa tricolor em 103 partidas (45 vitórias, 35 empates, 23 derrotas) e marcou um único gol.
Retornou ao São Bento, clube do qual é o quarto jogador que mais atuou, onde ficou até sua aposentadoria em 1986.
Após deixar os campos, atuou como treinador do São Bento, em 1988, e das categorias de base do Capivariano. Em 2006, como auxiliar do técnico e ex-goleiro Rafael Cammarota, trabalhou na União Barbarense. Também foi comentarista esportivo da Rádio Alternativa.

## Títulos
Botafogo-SP
- Taça Cidade de São Paulo: 1977[11]

São Paulo
- Campeonato Paulista[6]: 1980,[5] 1981[12]